# Victoria (Oriental Mindoro)
Victoria (Bayan ng Victoria) är en kommun i Filippinerna. Kommunen ligger på ön Mindoro, och tillhör provinsen Oriental Mindoro. Folkmängden uppgår till 42 873 invånare.

## Barangayer
Victoria är indelat i 32 barangayer.
| - Alcate - Babangonan - Bagong Silang - Bagong Buhay - Bambanin - Bethel - Canaan - Concepcion - Duongan - Loyal - Mabini | - Macatoc - Malibog - Merit - Ordovilla - Pakyas - Poblacion I - Poblacion II - Poblacion III - Poblacion IV - Sampaguita - San Antonio | - San Gabriel - San Gelacio - San Isidro - San Juan - San Narciso - Urdaneta - Villa Cerveza - Jose Leido Jr. - San Cristobal - Antonino |